# Škulovec široký
Škulovec široký (Dibothriocephalus latus (Linnaeus, 1758) Lühe, 1899, dříve označovaná jako Diphyllobothrium latum) je tasemnice z čeledi Diphyllobothriidae. Jedná se o endoparazita se složitým vývojovým cyklem. Ke svému vývoji potřebuje 2 mezihostitele a definitivního hostitele. Jako definitivní hostitel figuruje rybožravý savec, včetně člověka. Dospělá tasemnice se vyskytuje u def. hostitele výhradně ve střevě. Vzhledem k tomu, že diphyllobothridních tasemnic existuje celá řada a většina nemá ekvivalentní české názvy, lze pod pojmem „škulovec široký“ chápat v širším pojetí několik druhů tasemnic z různých částí světa. V užším slova smyslu se jedná o výhradně evropský druh Dibothriocephalus latus s výskytem v severní Evropě a alpských zemích.

## Vývojový cyklus

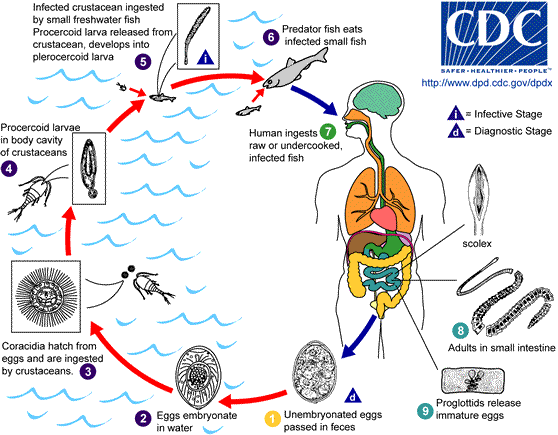
Životní cyklus

Vajíčka tasemnice se vylučují trusem definitivního hostitele do vnějšího prostředí. Vývoj vajíček jakož i larválních stadií je vázán na vodní prostředí. Z vajíček se ve vodě líhnou larvy – koracidia – která musí být do několika hodin pozřena buchankou (vodním korýšem, v tomto případě čeledi Cyclopidae a Diaphomidae). V buchance vzniká další infekční stadium – procerkoid. Je-li buchanka pozřena rybou, vyvine se v rybí svalovině ve stádium zvané plerocerkoid. Často je menší ryba živící se planktonem pozřena predátorskou rybou a dochází tak přenosu plerocerkoidu do větších ryb. V případě D. latus je to nejčastěji okoun říční (Perca fluviatilis), štika obecná (Esox lucius) nebo mník jednovousý (Lota lota). Svalovina těchto ryb je poté zdrojem nákazy pro definitivního hostitele, jimiž jsou masožraví savci (vlk, liška, kunovití, ale i člověk). U konečných hostelů se tasemnice uchytí ve střevě a může dorůst značných rozměrů (2 až 15 metrů). Dospělé tasemnice vstřebávají živiny ze střevního obsahu.

## Infekce člověka
Člověk se může nakazit touto tasemnicí pozřením tepelně neopracované rybí svaloviny obsahující plerocerkoidy ze štiky, okouna nebo mníka. V Severní Americe nebo Japonsku v případě příbuzného druhu Dibothriocephalus nihonkaiensis mohou být zdrojem zase lososovité ryby. Řada jiných druhů sladkovodních ryb může být mezihostitelem pro další příbuznou tasemnici D. dendriticus.
Infekce člověka je i přes značné rozměry tasemnice ve většině případů asymptomatická. V literatuře byla popsána u některých pacientů nevolnost, bolesti břicha, zácpy nebo průjem, avitaminóza B12. Deficit vitamínu B12 při nákaze škulovcem byl nicméně zpochybněn. Neškodnost škulovce dokumentoval na příkladu vlastní infekce Julius Lukeš (ředitel Parazitologického ústavu AV ČR).